# Peabody Picture Vocabulary Test
Der Peabody Picture Vocabulary Test ist ein internationales Standardverfahren zur Erfassung des rezeptiven Wortschatzes und dient als Indikator für akademische Leistungen und kristalline Intelligenz. Die Originalfassung erschien 2007 in der vierten Auflage (PPVT-IV) für die englische Sprache. Der Test hat kein Zeitlimit, umfasst 228 Aufgaben und weist altersspezifische Ein- und Ausstiegskriterien auf. Eine deutschsprachige Adaption wird voraussichtlich Ende 2014 erscheinen. Das Verfahren selbst verfügt über eine lange Tradition. Die erste Fassung wurde von Lloyd M. Dunn und Leota M. Dunn 1959 publiziert.

## Ablauf
Die Aufgaben bestehen aus Bildkarten, auf denen vier Bilder zu sehen sind. Der Testleiter bzw. die Testleiterin fordert die Testperson auf, einen Begriff zu zeigen, indem das richtige Bild ausgewählt wird. Die Aufgaben bilden dabei Aufgabenblöcke à 12 Aufgaben und die Blöcke sind in aufsteigender Schwierigkeit gereiht. Je nach Alter der Testperson wird ein Einstiegsblock gewählt und es werden immer ganze Blöcke dargeboten. Unterschreitet die Anzahl an gelösten Aufgaben das Minimum von 5 richtigen Aufgaben pro Block, so wird die Darbietung beendet. Der Test selbst nimmt lediglich ca. 15 Minuten in Anspruch. Der erzielte Rohwert kann in T-Werte oder Prozentränge umgewandelt werden. Für die Durchführung und Auswertung des Tests sind Vorerfahrungen in der Anwendung und Auswertung psychologischer Testverfahren notwendig.

## Anwendung
Der PPVT-IV wird als Indikator für die verbale Intelligenz genutzt und wurde bei einer großen Anzahl unterschiedlicher Gruppen angewandt, unter anderem bei Menschen mit schriftsprachlichen Problemen, Lern- oder geistiger Behinderung, Sprachentwicklungsstörung oder -verzögerung, Hörbehinderungen und Gehörlosigkeit, Hochbegabung, demenzielle Syndrome und in der Rehabilitation.

## Deutschsprachige Adaption
Die deutschsprachige Adaption wurde so nah wie möglich an die englische Originalfassung angelehnt. Das Bildmaterial wurde vollständig erhalten und es wurde versucht, die Originalaufgaben ins Deutsche zu übertragen und dabei die Schwierigkeit zu erhalten. Dort wo keine parallelen Begriffe verfügbar waren, wurde entweder die Wortart geändert oder auf einen der Distraktoren zurückgegriffen.

## Testgüte
Die Normwerte der deutschsprachigen Fassung basieren auf den Daten von 4880 Kindern und Jugendlichen im Alter zwischen 2 Jahre und 6 Monate und 17 Jahre und 6 Monate. Das Verfahren verfügt mit Reliabilitätskennwerten um 0,97 über eine sehr große Verlässlichkeit.